# Сонячне затемнення 1 серпня 2008 року

Регіони, де можна було спостерігати сонячне затемнення 1 серпня 2008

Сонячне затемнення 1 серпня 2008 року — повне сонячне затемнення, величиною в 1,039, яке можна було спостерігати на території Канади (територія Нунавут), Гренландії, Росії (Сибір), на заході Китаю та Монголії та на сході Казахстану. На території України затемнення було частковим з максимальною величиною 0.444 у Луганській області.
Найбільшою зоною, де можна було спостерігати сонячне затемнення був Сибір. Найбільшим містом на шляху затемнення став Новосибірськ, де величина затемнення склала 1,019. Також повне затемнення можна було спостерігати в інших великих містах Сибіру: Барнаулі, Нижньовартовську та Бійську. Найдовше затемнення було поблизу міста Надим у Ямало-Ненецькому автономному окрузі і тривало 147 секунд.
Часткове затемнення можна було побачити на більшій території Європи й Азії та на крайній півночі Північної Америки.

## Хронологія затемнення

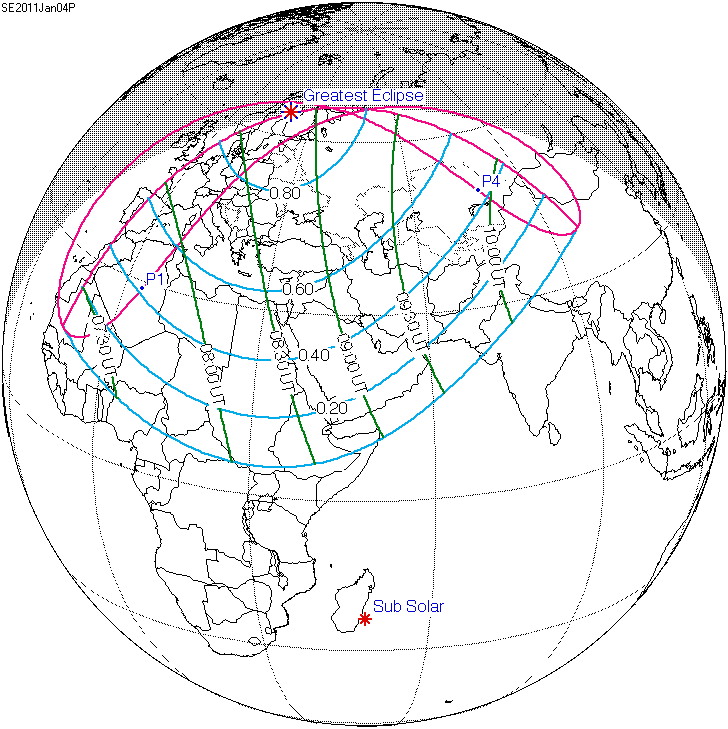
Повне сонячне затемнення 1 серпня 2008 року.

### Повне сонячне затемнення
Сонячне затемнення 1 серпня 2008 року почалося о 12:22 за Київським часом на півночі Канади — у затоці Квін-Мод. Тут його величина сягала 1,014 і тривало воно приблизно 90 секунд. Далі рух місячної тіні проходив на схід через Канадський Арктичний архіпелаг (зокрема острів Вікторія та острів Принца Уельського). Після Канади тінь пройшла найпівнічнішою частиною Гренландії і далі приблизно 900 км рухалася по Північному Льодовитому океану. О 11:47 місячна тінь досягнула Європи на норвезькому острові Білий, потім на островах Землі Франца-Йосипа. На територію континентальної Євразії тінь вступила о 12:08 в районі півострова Ямал.
Найбільша величина затемнення помічена поблизу міста Надим. Там воно тривало 147 секунд. Одночасно, це було найдовше повне затемнення. Далі повне затемнення пройшло над Нижньовартовськом, Новосибірськом, Барнаулом, Бійськом та Горно-Алтайськом.
О 13:56 тінь пройшла по російсько-монгольському кордону, і далі на схід уздовж монгольсько-китайського кородону. У Китаї сонячне затемнення з найбільшою величиною побачили жителі міст Наньян та Лоян. Тінь залишила поверхню Землі поблизу китайського міста Сіань о 14:19 за Київським часом.
Під час повного сонячного затемнення можна було побачити активність хромосфери Сонця, особливо протуберанці. Яскраві зорі, такі як Меркурій, Венера, Марс, Сатурн, Регул та ін. знаходилися ліворуч від Сонця.

### Часткове сонячне затемнення
Часткове сонячне затемнення почалося об 11:04 за Києвом поблизу канадського острова Ньюфаундленд. Смуга півтіні була значно ширшою, аніж тінь від Місяця. Вона охопила території від Аляски до Гренландії в Північній Америці, Північний Льодовитий океан а також північну частину Атлантичного океану, майже всю Європу (за винятком південних регіонів) та Азію (окрім південно-східних та східних частин). Завершилося часткове затемнення о 15:39 у Бенгальській затоці.

## Фази затемнення
Головні скорочення: tmax — час, коли настає найбільша фаза., Фmax — величина найбільшої фази.

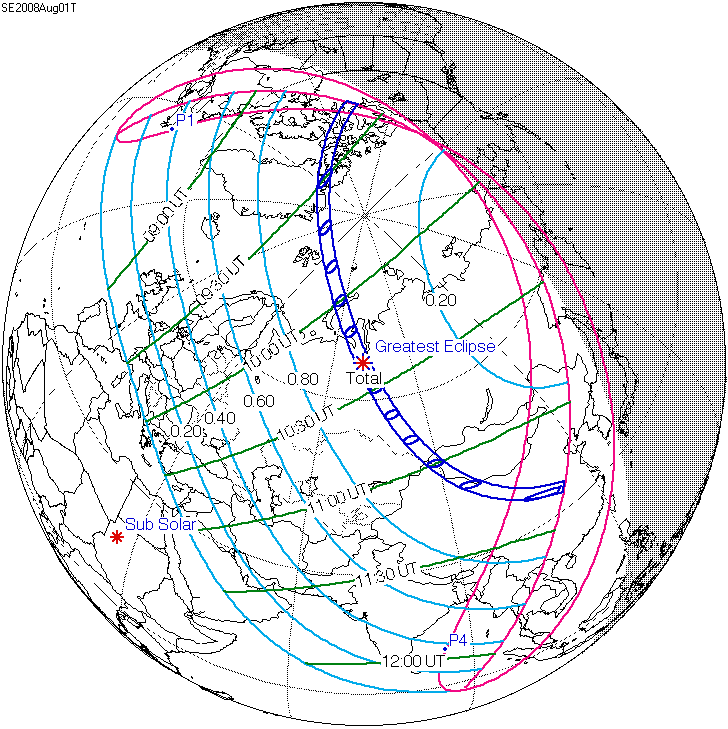

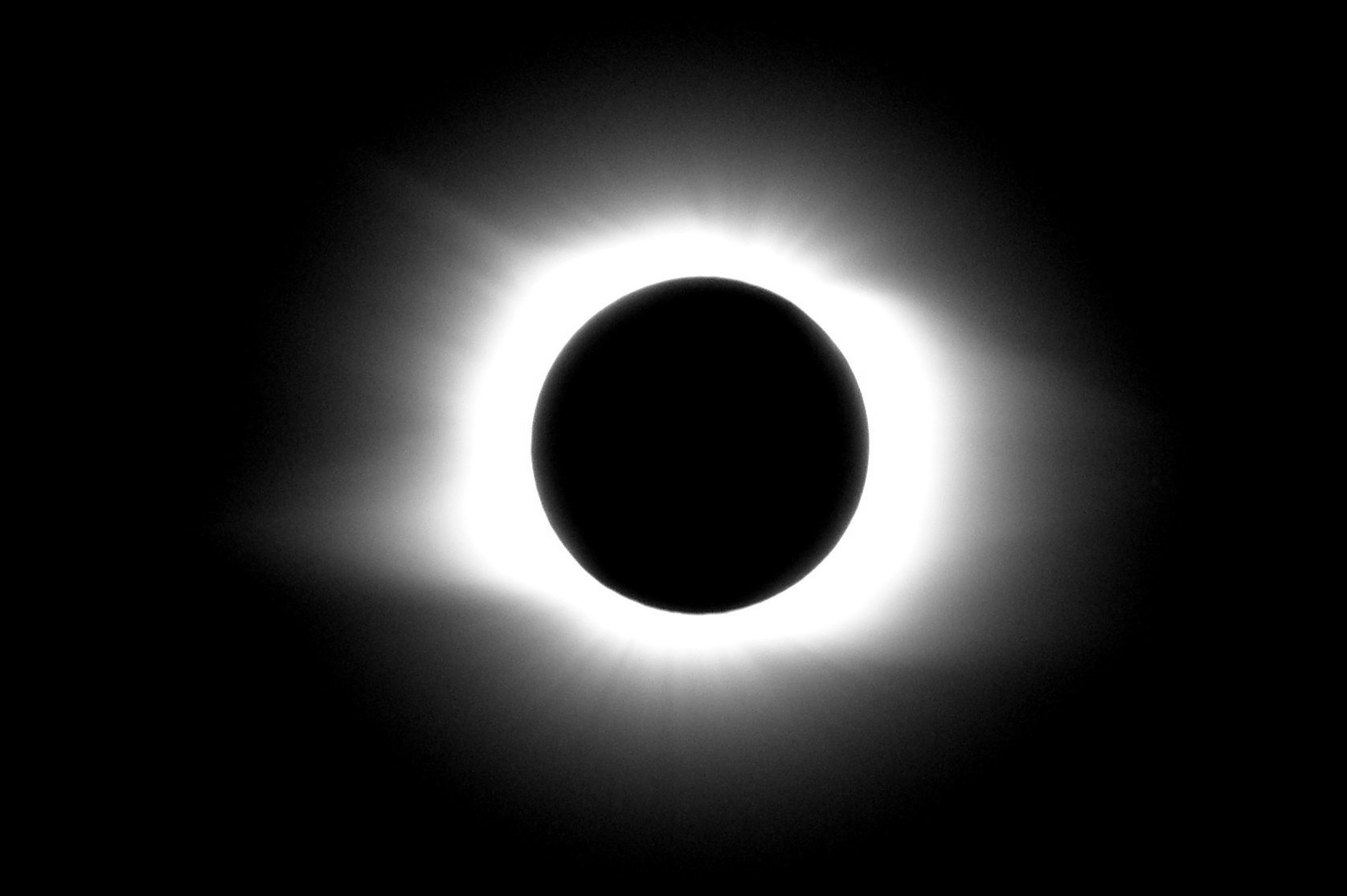
Повне сонячне затемнення у Новосибірську.
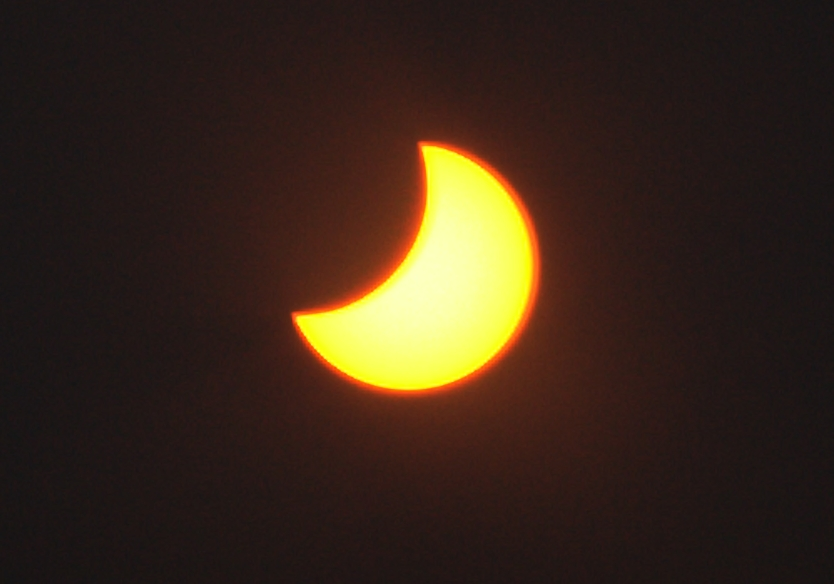
Часткова фаза затемнення, яка спостерігалася у норвезькому місті Берґен.
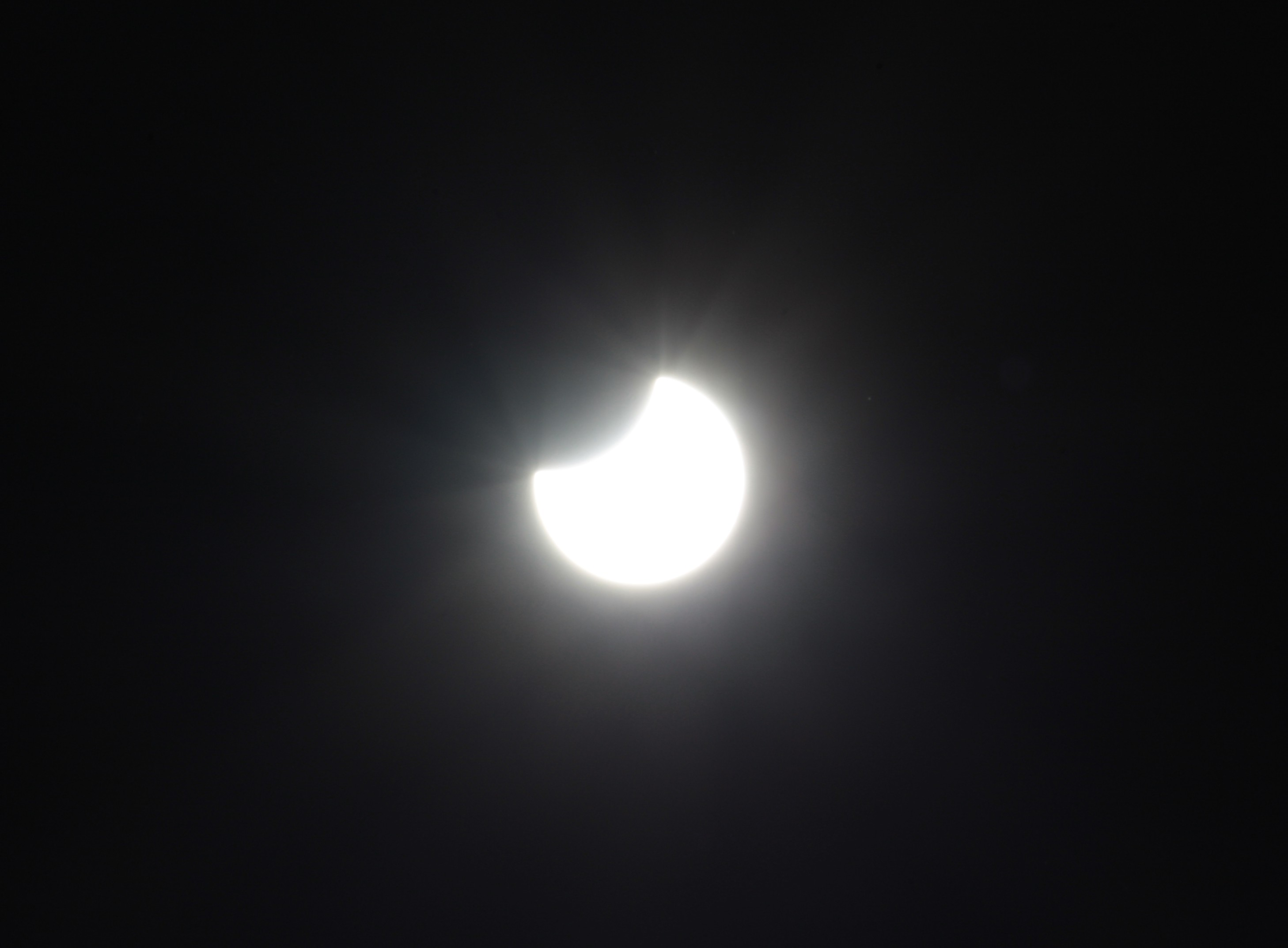
Часткова фаза затемнення, яка спостерігалася у Варшаві.
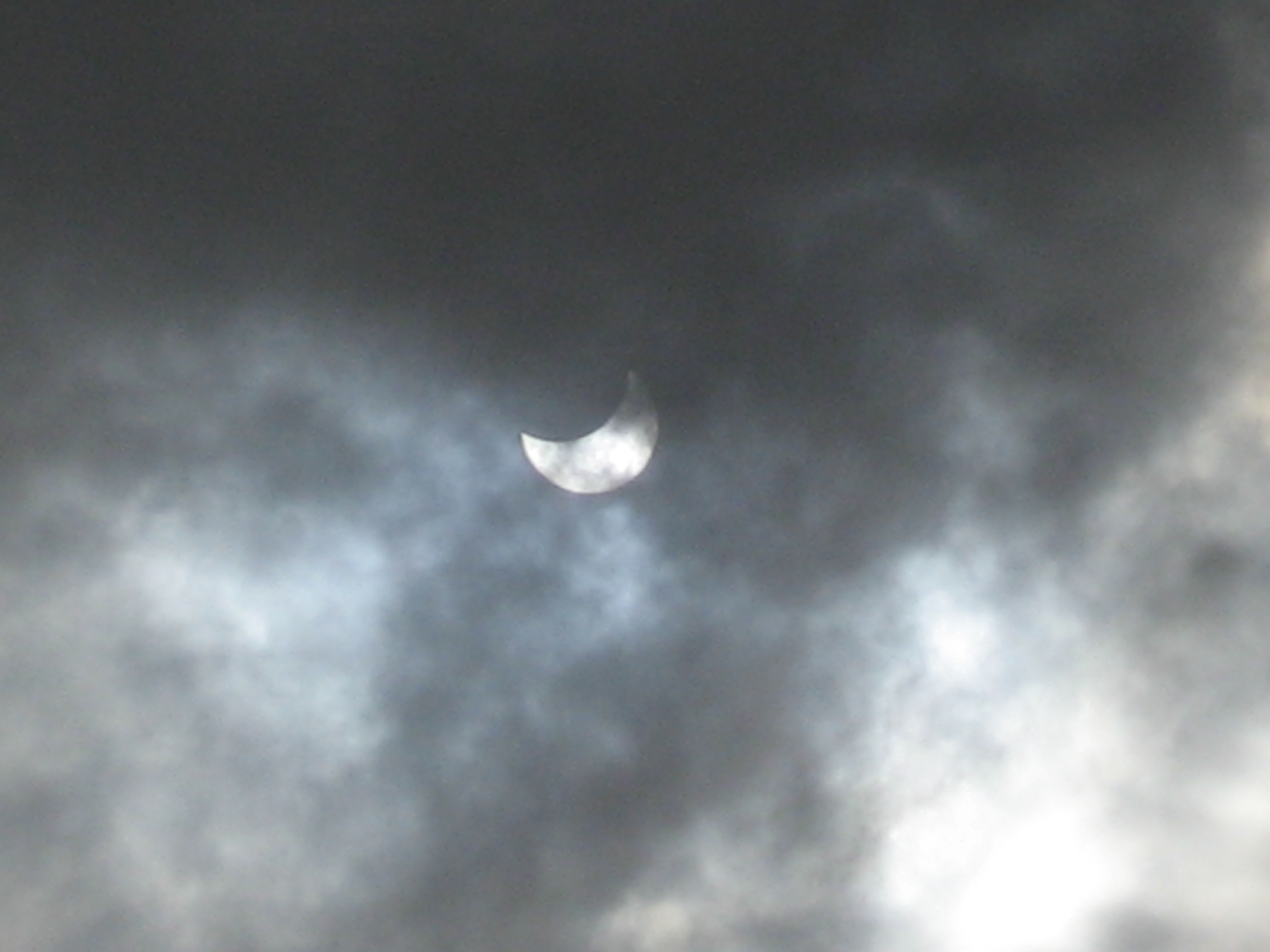
Часткова фаза затемнення, яка спостерігалася у Москві.
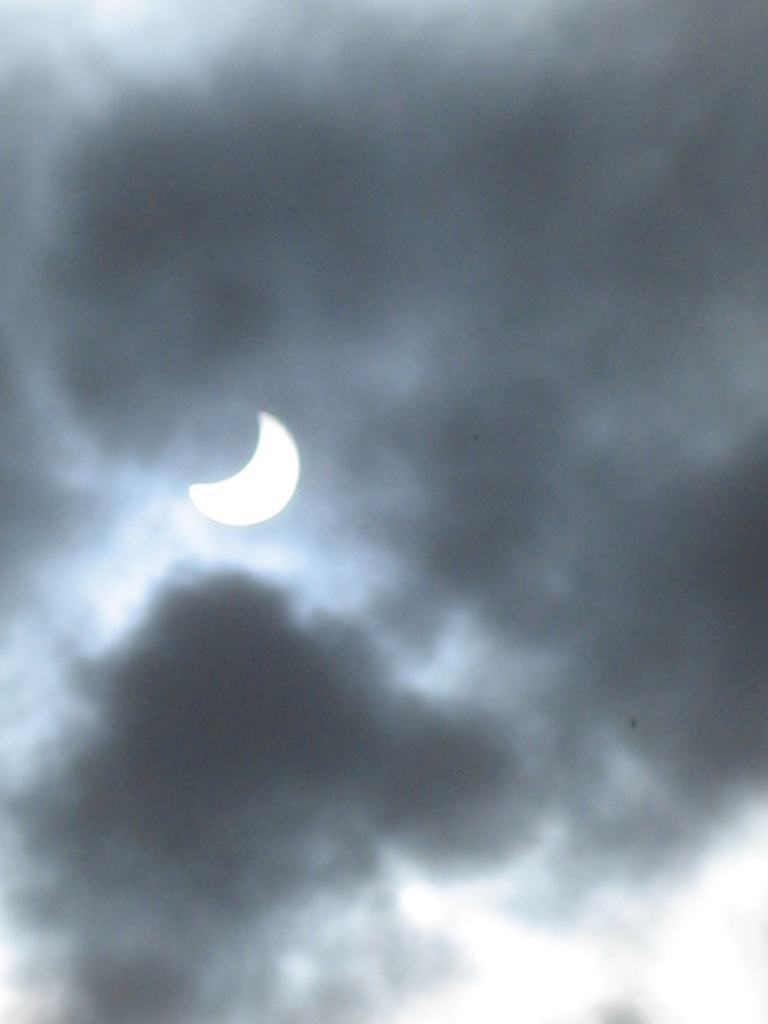
Часткова фаза затемнення, яка спостерігалася в Гельсінкі.

### Міста, де спостерігалося повне затемнення Сонця
Час вказано за Києвом

#### Міста Росії
| Населений пункт | Початок | Початок повного затемнення | tmax     | Закінчення повного затемнення | Закінчення | Фmax  |
| Алтайське       | 12:48   | 13:50:35                   | 13:51:43 | 13:52:51                      | 14:51      | 1,017 |
| Барнаул         | 12:45   | 13:47:26                   | 13:48:34 | 13:49:41                      | 14:48      | 1,015 |
| Білокуріха      | 12:48   | 13:50:24                   | 13:51:30 | 13:52:37                      | 14:51      | 1,015 |
| Бердськ         | 12:42   | 13:44:31                   | 13:45:40 | 13:46:50                      | 14:46      | 1,017 |
| Бійськ          | 12:47   | 13:49:24                   | 13:50:32 | 13:51:40                      | 14:50      | 1,017 |
| Горно-Алтайськ  | 12:49   | 13:50:44                   | 13:51:51 | 13:52:57                      | 14:51      | 1,015 |
| Зарінськ        | 12:45   | 13:47:13                   | 13:48:12 | 13:49:12                      | 14:48      | 1,010 |
| Іскітим         | 12:42   | 13:44:49                   | 13:45:58 | 13:47:07                      | 14:46      | 1,016 |
| Каргат          | 12:39   | 13:43:43                   | 13:43:50 | 13:43:57                      | 14:44      | 1,000 |
| Когалим         | 12:23   | 13:27:06                   | 13:28:08 | 13:29:11                      | 14:30      | 1,009 |
| Коливань        | 12:41   | 13:43:21                   | 13:44:30 | 13:45:39                      | 14:45      | 1,016 |
| Коченьово       | 12:41   | 13:43:43                   | 13:44:52 | 13:46:01                      | 14:45      | 1,015 |
| Лангепас        | 12:25   | 13:29:17                   | 13:30:13 | 13:31:08                      | 14:32      | 1,007 |
| Ліньово         | 12:42   | 13:45:07                   | 13:46:16 | 13:47:25                      | 14:46      | 1,017 |
| Масляніно       | 12:43   | 13:45:47                   | 13:46:49 | 13:47:51                      | 14:46      | 1,011 |
| Мегіон          | 12:26   | 13:29:55                   | 13:31:03 | 13:32:11                      | 14:33      | 1,012 |
| Надим           | 12:17   | 13:20:05                   | 13:21:18 | 13:22:32                      | 14:23      | 1,019 |
| Нижньовартовськ | 12:27   | 13:30:13                   | 13:31:25 | 13:32:36                      | 14:33      | 1,015 |
| Новоалтайськ    | 12:45   | 13:47:22                   | 13:48:31 | 13:49:40                      | 14:48      | 1,017 |
| Новосибірськ    | 12:41   | 13:43:57                   | 13:45:06 | 13:46:15                      | 14:45      | 1,017 |
| Ноябрьськ       | 12:22   | 13:25:37                   | 13:26:49 | 13:28:01                      | 14:29      | 1,016 |
| Об              | 12:41   | 13:43:56                   | 13:45:06 | 13:46:16                      | 14:45      | 1,019 |
| Павловськ       | 12:44   | 13:47:26                   | 13:48:23 | 13:49:20                      | 14:48      | 1,008 |
| Пангоди         | 12:17   | 13:20:57                   | 13:21:37 | 13:22:17                      | 14:23      | 1,003 |
| Радужний        | 12:25   | 13:28:40                   | 13:29:39 | 13:30:37                      | 14:31      | 1,008 |
| Стрежевий       | 12:28   | 13:31:02                   | 13:32:14 | 13:33:26                      | 14:34      | 1,017 |
| Сузун           | 12:43   | 13:46:25                   | 13:47:16 | 13:48:08                      | 14:47      | 1,006 |
| Тальменка       | 12:44   | 13:46:27                   | 13:47:37 | 13:48:46                      | 14:47      | 1,017 |
| Тогучин         | 12:42   | 13:44:36                   | 13:45:08 | 13:45:41                      | 14:45      | 1,002 |
| Троїцьке        | 12:46   | 13:48:24                   | 13:49:32 | 13:50:40                      | 14:49      | 1,018 |
| Черепаново      | 12:43   | 13:45:38                   | 13:46:47 | 13:47:57                      | 14:47      | 1,019 |
| Чулим           | 12:40   | 13:43:28                   | 13:44:17 | 13:45:05                      | 14:45      | 1,005 |

#### Китайські міста
| Населений пункт | Початок  | Початок повного затемнення | tmax     | Закінчення повного затемнення | Закінчення | Фmax   |
| Алтай           | 12:58:03 | 13:59:31                   | 14:00:15 | 14:00:59                      | 14:58:08   | 1,0048 |
| Вейнан          | 13:26:26 | 14:19:31                   | 14:20:22 | 14:21:21                      | 15:10:52   | 1,0065 |
| Лоян            | 13:25:49 | 14:18:24                   | 14:19:00 | 14:49:36                      | 15:08:56   | 1,057  |
| Пінгдінґшан     | 13:27:01 | 14:19:05                   | 14:19:51 | 14:20:36                      | 15:09:28   | 1,0140 |

### Європейські міста
| Місто     | Країна              | Початок  | tmax     | Закінчення | Фmax   |
| Амстердам | Нідерланди          | 11:36:10 | 12:25:21 | 13:16:12   | 0,2579 |
| Берлін    | Німеччина           | 11:44:04 | 12:38:00 | 13:33:00   | 0,3004 |
| Брюссель  | Бельгія             | 11:38:50 | 13:11:12 | 12:24:15   | 0,2093 |
| Варшава   | Польща              | 11:51:58 | 12:49:59 | 13:48:12   | 0,3451 |
| Гельсінкі | Фінляндія           | 11:44:56 | 12:50:02 | 13:55:07   | 0,5762 |
| Лондон    | Велика Британія     | 11:33:02 | 12:18:03 | 13:04:50   | 0,2181 |
| Мінськ    | Білорусь            | 11:55:17 | 12:58:19 | 14:00:43   | 0,4423 |
| Москва    | Російська Федерація | 12:01:59 | 13:09:19 | 14:14:47   | 0,5790 |
| Париж     | Франція             | 11:42:15 | 12:20:46 | 13:00:44   | 0,1430 |
| Осло      | Норвегія            | 11:33:08 | 12:33:55 | 13:36:05   | 0,4951 |

### Азійські міста

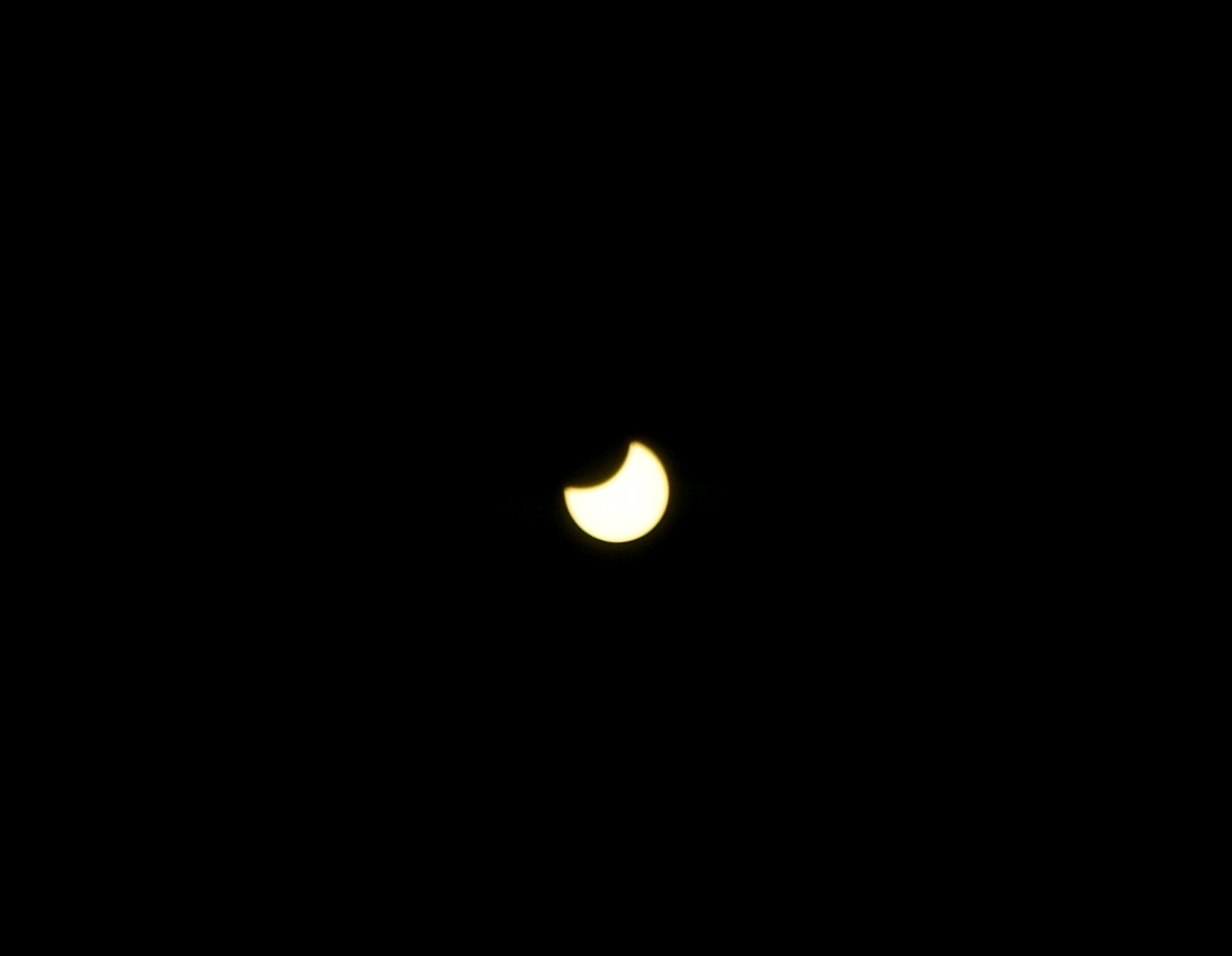
Часткова фаза затемнення, яка спостерігалася у Макіївці.

| Місто      | Країна       | Початок  | tmax     | Закінчення | Фmax   |
| Астана     | Казахстан    | 12:40:43 | 13:47:44 | 14:50:12   | 0,8739 |
| Ашгабад    | Туркменістан | 13:01:02 | 14:05:05 | 15:04:01   | 0,5137 |
| Багдад     | Ірак         | 13:11:58 | 13:59:56 | 14:44:24   | 0,1973 |
| Ісламабад  | Пакистан     | 13:19:52 | 14:22:17 | 15:19:21   | 0,6558 |
| Кабул      | Афганістан   | 13:16:01 | 14:19:03 | 15:16:41   | 0,6146 |
| Нью-Делі   | Індія        | 13:33:22 | 14:32:35 | 15:26:43   | 0,6236 |
| Пекін      | Китай        | 13:17:18 | 14:10:05 | 15:59:52   | 0,9169 |
| Ташкент    | Узбекистан   | 12:59:58 | 13:05:56 | 15:06:33   | 0,7199 |
| Тбілісі    | Грузія       | 12:41:06 | 13:42:35 | 14:40:21   | 0,3769 |
| Улан-Батор | Монголія     | 13:04:12 | 14:00:23 | 14:53:16   | 0,8894 |

### Українські міста
| Місто           | Початок  | tmax     | Закінчення | Фmax   |
| --------------- | -------- | -------- | ---------- | ------ |
| Вінниця         | 12:06:02 | 13:04:58 | 14:02:56   | 0,3348 |
| Дніпропетровськ | 12:13:56 | 13:16:17 | 14:16:36   | 0,3913 |
| Донецьк         | 12:17:41 | 13:21:06 | 14:22:00   | 0,4126 |
| Київ            | 12:13:56 | 13:14:34 | 14:13:25   | 0,3567 |
| Кривий Ріг      | 12:13:56 | 13:14:34 | 14:13:25   | 0,3566 |
| Луганськ        | 12:17:42 | 13:22:18 | 14:24:14   | 0,4440 |
| Львів           | 12:00:20 | 12:56:57 | 13:53:16   | 0,3060 |
| Миколаїв        | 12:15:26 | 13:13:55 | 14:10:48   | 0,3180 |
| Одеса           | 12:15:43 | 13:12:21 | 14:07:36   | 0,2896 |
| Рівне           | 12:00:32 | 12:59:42 | 13:58:18   | 0,3473 |
| Севастополь     | 12:23:57 | 13:20:09 | 14:14:30   | 0,2800 |
| Харків          | 12:11:30 | 13:15:43 | 14:17:48   | 0,4389 |
| Чернівці        | 12:07:30 | 13:05:12 | 14:01:58   | 0,3128 |